# Gaesischia horizontina
Gaesischia horizontina är en biart som beskrevs av Urban 2007. Gaesischia horizontina ingår i släktet Gaesischia och familjen långtungebin. Inga underarter finns listade i Catalogue of Life.